# جيم وليامز (لاعب دارت)
جيم وليامز (بالإنجليزية: Jim Williams)‏ هو لاعب دارت بريطاني، ولد في 27 يوليو 1984 في ويلز في المملكة المتحدة.

## وصلات خارجية
- جيم وليامز على موقع DartsDatabase.co.uk (الإنجليزية)